# Kansas City Kings 1975-1976
La stagione 1975-76 dei Kansas City Kings fu la 27ª nella NBA per la franchigia.
I Kansas City Kings arrivarono terzi nella Midwest Division con un record di 31-51, non qualificandosi per i play-off.

## Roster
| N° | Naz.                   | Ruolo | Sportivo       | Anno | Alt. | Peso |
| -- | ---------------------- | ----- | -------------- | ---- | ---- | ---- |
| 1  | Stati Uniti (bandiera) | G     | Nate Archibald | 1948 | 185  | 68   |
| 3  | Stati Uniti (bandiera) | G     | Lee Winfield   | 1947 | 188  | 79   |
| 10 | Stati Uniti (bandiera) | G     | Mike D'Antoni  | 1951 | 191  | 84   |
| 10 | Stati Uniti (bandiera) | GA    | Matt Guokas    | 1944 | 196  | 79   |
| 11 | Stati Uniti (bandiera) | GA    | Bob Bigelow    | 1953 | 201  | 98   |
| 15 | Stati Uniti (bandiera) | GA    | Scott Wedman   | 1952 | 201  | 98   |
| 24 | Stati Uniti (bandiera) | G     | Jimmy Walker   | 1944 | 191  | 88   |
| 31 | Stati Uniti (bandiera) | AC    | Larry McNeill  | 1951 | 206  | 88   |
| 33 | Stati Uniti (bandiera) | A     | Ollie Johnson  | 1949 | 198  | 91   |
| 35 | Stati Uniti (bandiera) | G     | Glenn Hansen   | 1952 | 193  | 93   |
| 44 | Stati Uniti (bandiera) | C     | Sam Lacey      | 1948 | 208  | 107  |
| 50 | Stati Uniti (bandiera) | AC    | Rick Roberson  | 1947 | 206  | 105  |
| 52 | Stati Uniti (bandiera) | A     | Bill Robinzine | 1953 | 201  | 104  |
| 55 | Stati Uniti (bandiera) | C     | Len Kosmalski  | 1951 | 213  | 111  |

## Staff tecnico
- Allenatore: Phil Johnson
- Vice-allenatore: Dan Sparks
- Preparatore atletico: Bill Jones